# Kyohei Noda
Kyohei Noda (født 6. oktober 1981) er en tidligere japansk fodboldspiller.
Han har spillet for flere forskellige klubber i sin karriere, herunder Tokyo Verdy og FC Gifu.